# Стівен Толл
Стівен Толл — найпоширеніший псевдонімом американського автора наукової фантастики Комптона Ньюбі Крука (14 червня 1908 — 15 січня 1981).

## Біографія
Народившись у Россвіллі, штат Теннессі, Крук вивчав біологію в Коледжі Пібоді і закінчив аспірантуру в Університеті штату Аризона та Університеті Джона Гопкінса. У 1939 році він почав викладати біологію в Університеті Таусона, де залишався до виходу на пенсію в 1973 році. Він був одружений з письменницею Беверлі Крук і мав від неї трьох дітей. Він помер у Феніксі, Меріленд Меріленд.
Перше опубліковане оповідання Крука стало переможцем конкурсу бойскаутів Америки на перше оповідання. Він почав публікувати наукову фантастику в 1955 році з появою «Вогні на піку прірви» в «Гелексі сайнс фікшн» (англ. Galaxy Science Fiction, укр.: Наукова фантастика Галактики). Його твір «Ведмідь із вузлом на хвості» (1971) було номіновано на премії «Г'юго» (4-е місце) та премію «Локус» (7-е місце) за найкращу коротку повість 1972 року. Його активність у цій галузі зросла в середині 1970-х перед його смертю.
1983 року Балтиморським товариством наукової фантастики  була заснована на його честь Меморіальна нагорода Комптона Крука/Стівена Толла за найкращий перший науково-фантастичний роман у певному році.

### Книжкові видання

#### Серія Зоряний пил
1. Подорожі зоряного пилу (англ. «The Stardust Voyages», збірка, 1975)
2. Парадокс Рамсґейта (англ. «The Ramsgate Paradox», роман, 1976)

#### Позасерійні романи
- Люди за стіною (англ. «The People Beyond the Wall», роман, 1980)

### Повісті та оповідання
- "Вогні на піку Прірви" (1955)
- «Зірка на ім'я Кірена» (він же «Сімдесят світлових років від Сонця») (1966)
- "Сердита гора" (1970)
- «Розмова з тваринами» (1970)
- "Еллісон, Кармайкл і Таттерсол" (1970)
- «Божевільний вчений і ФБР» (1970)
- «Птахи взимку летять на південь» (1971)
- «Це моя країна» (1971)
- "Ведмідь з вузлом на хвості" (1971)
- "Боги на Олімпі" (1972)
- "Загарбники" (1973)
- "Космічний стрибок" (1973)
- "Грибний світ" (1974)
- "Хлорофіл" (1976)
- «Скеля і басейн» (1976)
- "Людина, яка врятувала сонце" (1977)
- "Король мертвий. Хай живе королева!" (1978)
- «Дім — мисливець» (1979)
- "Гарячий і холодний біжучий водоспад" (1980)
- "Веселі люди Метану" (1980)

## Зовнішні посилання
- Stephen Tall на сайті Internet Speculative Fiction Database (англ.)